# Семенёк (село)
Семенёк — село в Становлянском районе Липецкой области России. Входит в состав Михайловского сельсовета.
Впервые упоминается в документах 1724 года.

## География
Село расположено в 13 километрах к югу от г. Ефремов, вдоль реки Семенёк.

## Название
Название — по реке Семенёк, на которой находится. Слово Семенёк — финно-угорского происхождения. Существует несколько версий происхождения названия села и реки. По одной из версий, река названа так от слова «семя». По другой версии — первыми на берегах реки поселились семь семей. Также одно из преданий гласит, что название села пошло от имени богатыря (князя) Семёна.

## История

#### Первые упоминания
Впервые упоминается в 1776 году. Однако, 24 октября 2011 г. Национальной библиотекой Франции была опубликована карта "Territoire de Talets / par les géodésistes Karies Borodavki et Nikila Somorokov", датированная 1724 г. На карте отмечены населенные пункты, расположенные в окрестностях Талицы, в том числе и с. Семенёк. Таким образом, период основания села следует считать до 1724 г.

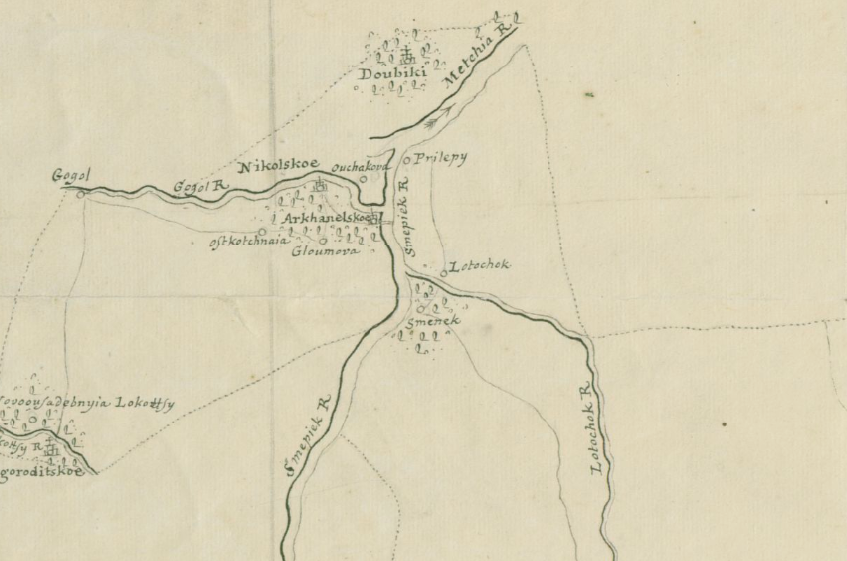
Село на карте 1724 г.

Ранее поселение именовалось Дмитриевское и Дмитриевское-Семенёк. В селе расположена церковь Дмитриевская — храм во имя Святого Дмитрия Ростовского (1820 года постройки). Дмитриевская церковь с период с 1931 по 2011 гг. не функционировала. В приходе была земская школа, а с 1900 г. существовала однокласная церковная школа.
До июля 1924 года село относилось к Ефремовскому уезду Тульской губернии.

#### В годы Великой Отечественной войны
23 ноября 1941 года 2–я немецкая армия, усиленная  двумя армейскими корпусами, заняла Волынский район Орловской области.

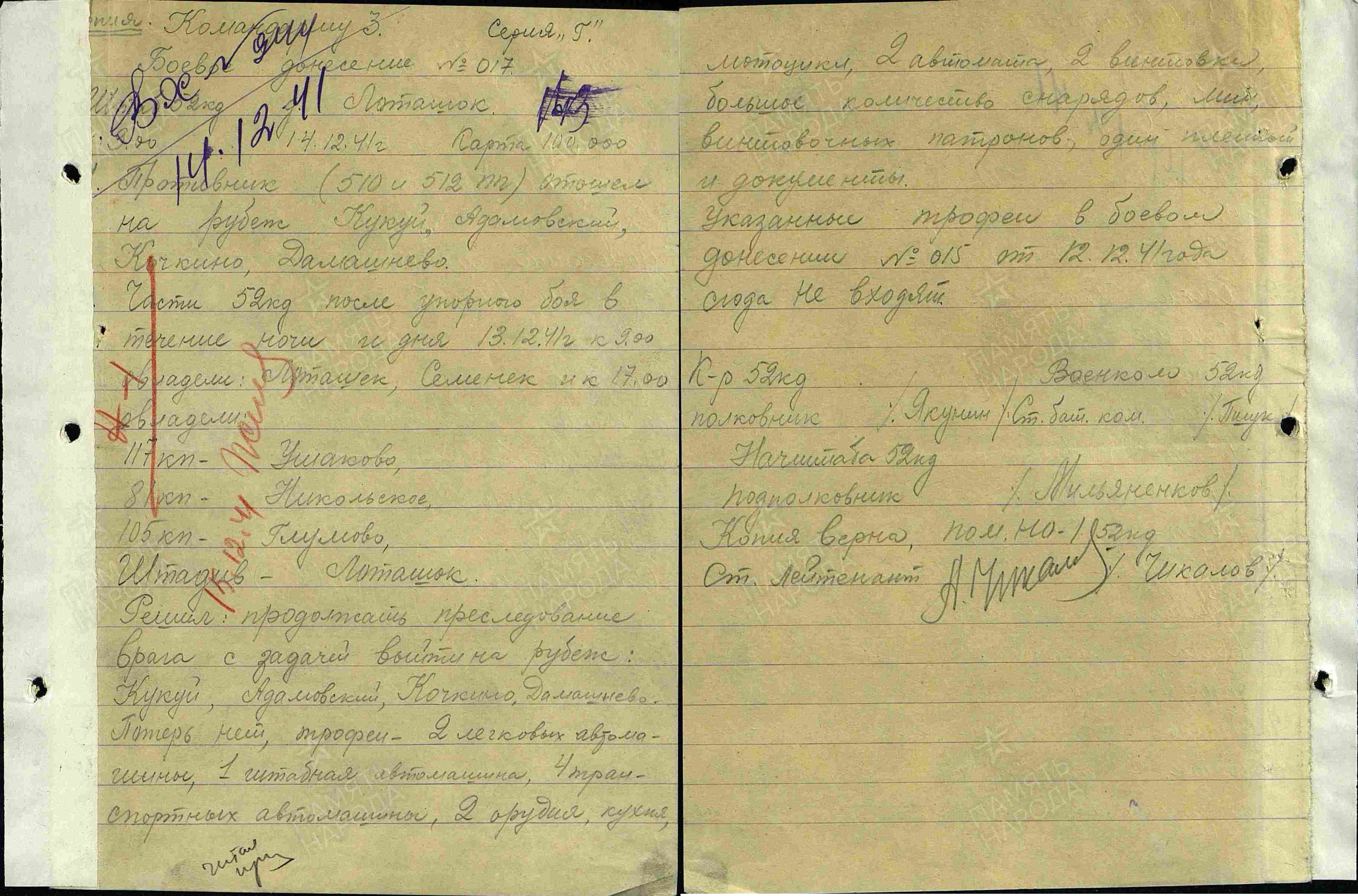
Боевое донесение об освобождении села.

10 декабря 1941 года 52 кавалерийская дивизия 3 армии (командир — полковник Н.П. Якунин) и 132 стрелковая дивизия 13 армии (командир — А.А. Мищенко) в ходе Елецкой операции получили приказ к наступлению:
«К рассвету 11.12 наступать Стретинка, Лоташок, Поганец и прочно обеспечивая левый фланг армии с юга, к исходу 11.12 выйти на рубеж: Кукуй; Шкилевка; Лоташок; Ламское»
13 декабря 1941 года к 09 часам, после упорного боя в течение ночи и дня, части 52 кавалерийской дивизии 3 армии РККА (командир дивизии — полковник Н.П. Якунин) освободили село от немецко-фашистских захватчиков.

#### Современность
До Великой Отечественной войны в селе построили деревянную школу на лугу, у реки. Отступающими немецкими войсками здание школы было сожжено. В период 1970-1972 гг. было построено новое здание школы.
9 мая 1985 года к 40-летию Победы советского народа в Великой Отечественной войне на территории  школы был установлен Обелиск Славы (на фоне развернутого красного знамени  массивный пилон, на стеле которого  укреплены мемориальные плиты  с высеченными на  них фамилиями 176 погибших и пропавших без вести односельчан).

## Знаменитые уроженцы
- Алексеев Иван Михайлович — советский офицер, участник Великой Отечественной войны, Герой Советского Союза.
- Шаховцев Михаил Андреевич — советский офицер, участник Великой Отечественной войны, Герой Советского Союза.

## Знаменитые жители
В селе проживал известный писатель-прозаик Поволяев Валерий Дмитриевич.

## Население
| 1782 | 1815 | 1858 | 1962 | 1968 | 1975 | 1982 | 1990 | 1999 | 2006 | 2010 | 2019 |
| ---- | ---- | ---- | ---- | ---- | ---- | ---- | ---- | ---- | ---- | ---- | ---- |
| 590  | 829  | 1063 | 123  | 456  | 789  | 101  | 112  | 131  | 415  | 189  | 179  |

## Галерея

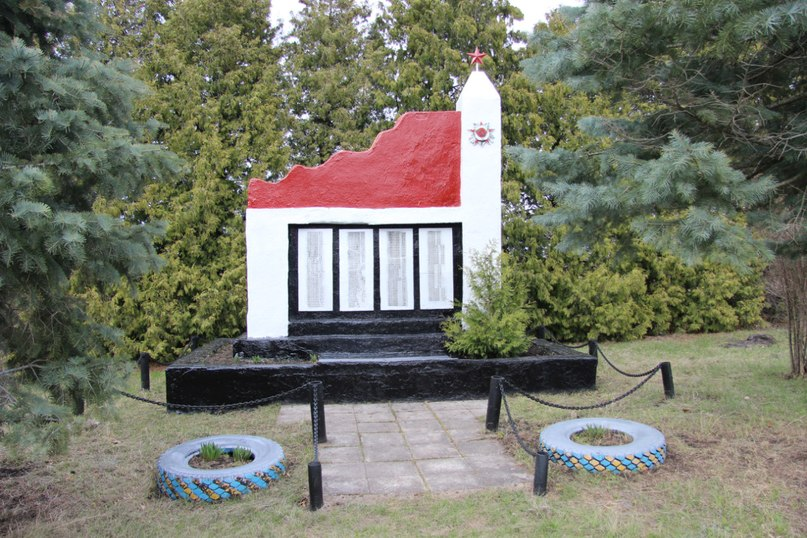
Памятник односельчанам
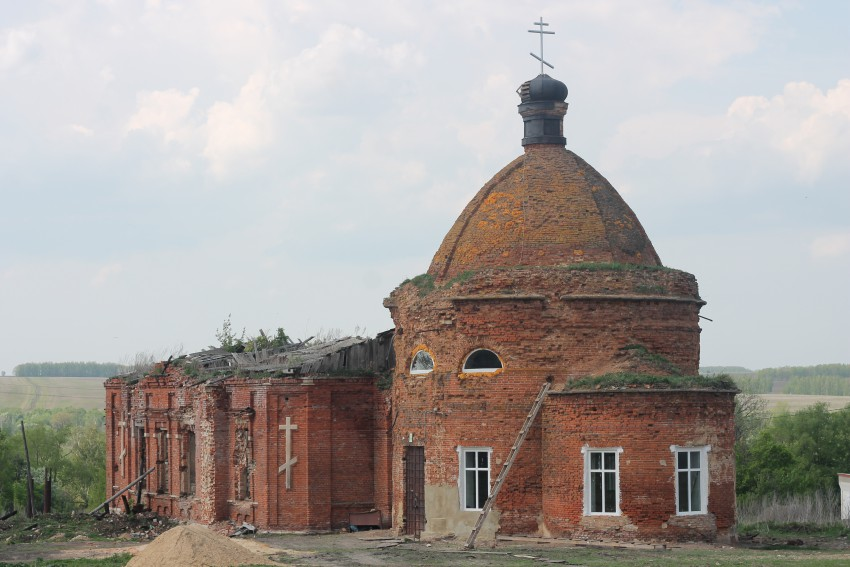
храм во имя Святого Дмитрия Ростовского до начала восстановления
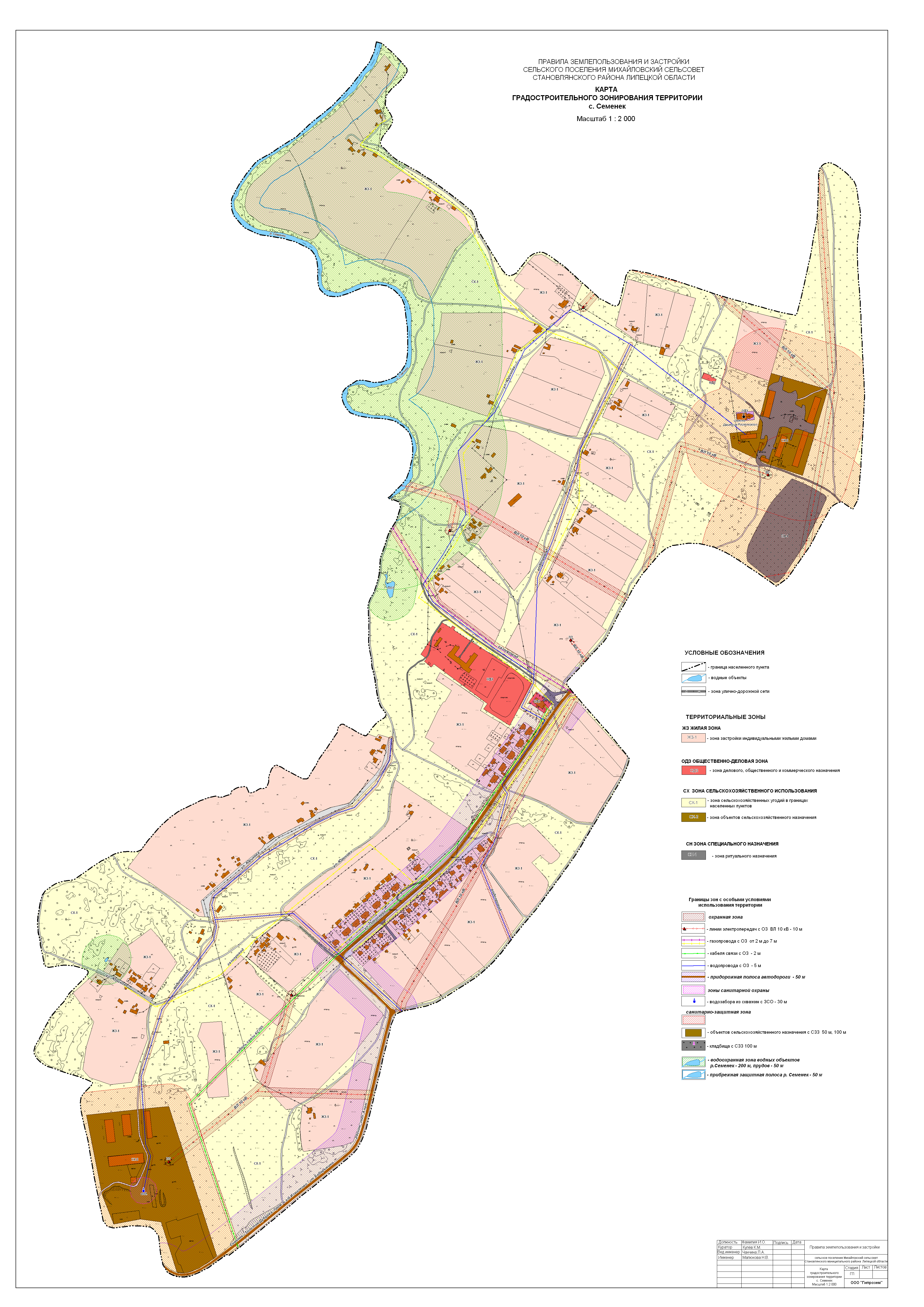
карта градостроительного зонирования с. Семенёк